# Juan Velarde Fuertes
Juan Velarde Fuertes   (Salas, 26 de juny de 1927 - Madrid, 3 de febrer de 2023) va ser un economista espanyol.

## Biografia
Va néixer el 26 de juny de 1927 a Salas, un petit poble del Principat d'Astúries. Va estudiar Ciències Econòmiques en Madrid, en la primera promoció d'aquests estudis a Espanya. Jove falangista, dirigí la secció econòmica del diari Arriba, òrgan del Movimiento, i va ser un dels redactors de les ponències econòmiques del I Congrés Nacional de la Falange, el 1953. Posteriorment va obtenir el doctorat amb Premi Extraordinari en 1956 i va exercir l'ensenyament en aquesta facultat, per esdevenir catedràtic d'"Estructura i Institucions Econòmiques" a la Universitat de Barcelona el 1960 i d'"Economia Aplicada" a la Universitat Complutense de Madrid des de 1964, d'on Velarde fou Catedràtic emèrit. Fou vicedegà de la Facultat de Ciències Polítiques i Econòmiques i rector de la Universitat Hispanoamericana Santa María de la Rábida (1974-1977).
Sobresortí en els camps de l'economia espanyola i iberoamericana, protecció social, estat del benestar i pensament econòmic espanyol, i mostrà la seva erudició en multitud de matèries.
Des de 1991 i fins al 2012 fou Conseller del Tribunal de Comptes. El 1998 fou escollit president del Foro Libertad y Calidad de la Enseñanza. El setembre de 2001 fou nomenat soci d'honor d'AECA (Asociación Española de Contabilidad y Administración de Empresas). Fou membre del patronat de la fundació FAES.
Des del 2002 i fins a la seva mort fou President de la Reial Societat Geogràfica i vicepresident de la Real Sociedad Económica Matritense de Amigos del País. Entre el 2014 i 2018 fou president de la Reial Acadèmia de Ciències Morals i Polítiques. Col·laborà amb la revista d'actualitat Época, on cada setmana escrivia un article en matèria econòmica o política. Anteriorment va ser director d'Anales de Economía i Revista de Trabajo.
El 1992 fou guardonat amb el Premi Príncep d'Astúries de Ciències Socials.

## Premis i Honors
- 1953 Premi 1r d'octubre, de la Secretaria General del Movimiento, per l'article La economía española en unas pocas manos
- 1998 Premi Rei Jaume I a l'Economia
- 1997 Membre de l'Acadèmia Europea de les Ciències i les Arts
- 1992 Premi Príncep d'Astúries de Ciències Socials
- 1978 Acadèmic de nombre de la Reial Acadèmia de Ciències Morals i Polítiques
- Doctor "Honoris causa" per les Universitats d'Alacant, Oviedo, Pontifícia de Comillas, Valladolid, Sevilla i UNED.
- Acadèmic de Mèrit de l'Acadèmia Portuguesa da Historia
- Col·laborador de les següents acadèmies llatinoamericanes: Acadèmia Boliviana de Ciències Econòmiques, Acadèmia Paraguaiana de la Història, Acadèmia Nacional Argentina de Ciències Morales i Polítiques, Acadèmia Xilena de Ciències Socials, i Acadèmia de Ciències Polítiques i Socials de Veneçuela.
- Vicepresident del Patronat de la Fundació Cánovas del Castillo.
- Membre del Patronat del Real Centre Universitari "Escorial-Mª Cristina", adscrit a la Universitat Complutense de Madrid.

## Controvèrsies
El 17 de setembre, en un programa de Tele Madrid va insinuar que no descartava el bombardeig la ciutat de Barcelona com a represàlia per la deriva sobiranista de la societat catalana.

## Obra
- Algunos aspectos de la economía española vistos a través de la tabla inputoutput de 1954 (1960)
- Flores de Lemus ante la economía española (1961)
- La dimensión de la explotación industrial de España (1961)
- Lecciones de estructura e instituciones económicas de España (1969)
- Un aspecto del problema de la inversión de capitales extranjeros en España: el asunto Montana (1968)
- Gibraltar y su campo: una economía deprimida (1970)
- España ante la socialización económica: una primera aproximación (1970)
- El nacionalsindicalismo, cuarenta años después: (análisis crítico) (1972)
- Introducción a la historia del pensamiento económico español en el siglo XX... (1974)
- Las inversiones privadas extranjeras en España en el periodo 1960-1970... (1975)
- Economía y sociedad de la transición... (1978)
- Acerca de las aportaciones económicas de Valentín Andrés Alvarez (1980)
- El libertino y el nacimiento del capitalismo (1981)
- El impacto de la crisis económica en el mundo actual (1982)
- Avances científico-tecnológicos y progreso económico español: un reto para el futuro (1985)
- Joaquín Costa (1987)
- Economistas españoles contemporáneos (1990)
- La Compañía de Jesús y la reforma de la economía española: (del Padre Luis Coloma al Padre Sisinio Nevares) (1993)
- Los años en què no se escuchó a Casandra o El fracaso de la expansión de 1985 a 1992 (1993)
- Historia de la economía asturiana (1994)
- Los años perdidos: crítica sobre la política económica española de 1982 a 1995 (1996)
- España en la Unión Europea: balance de un decenio (1996)
- Hacia otra economía española (1996)
- El estado del bienestar (1999)
- Algunas cuestiones clave para el siglo XXI (2000)
- El futuro de la economía española : el modelo Aznar-Rato va a más (2000)
- Fraga o El intelectual y la política: una visión desde la economía (2001)
- Del realismo moderado de Santo Tomás de Aquino a la evolución de la doctrina social de la Iglesia: un homenaje a Colin Clark (2003)
- José Antonio y la economía (2004)
- La economía española ante el siglo XXI (2005)
- España ante la socialización económica: una aproximación con complementos y sin descargo de conciencia (2005)